# Haplostoma eruca
Haplostoma eruca is een eenoogkreeftjessoort uit de familie van de Botryllophilidae. De wetenschappelijke naam van de soort is voor het eerst geldig gepubliceerd in 1869 door Norman.